# Skate America 2024
Skate America 2024 – pierwsze w kolejności zawody łyżwiarstwa figurowego z cyklu Grand Prix 2024/2025. Zawody rozgrywano od 18 do 20 października 2024 roku w hali Credit Union of Texas Event Center w Allen.
W konkurencji solistów zwyciężył Amerykanin Ilia Malinin, zaś w konkurencji solistek Japonka Wakaba Higuchi. W parach sportowych triumfowali Japończycy Riku Miura i Ryuichi Kihara, zaś w parach tanecznych reprezentanci Wielkiej Brytanii Lilah Fear i Lewis Gibson.

## Wyniki

### Soliści
| Poz. | Zawodnik         | Nota łączna | SP | SP    | FS | FS     |
| ---- | ---------------- | ----------- | -- | ----- | -- | ------ |
| 1    | Ilia Malinin     | 290,12      | 1  | 99,69 | 2  | 190,43 |
| 2    | Kévin Aymoz      | 282,88      | 4  | 92,04 | 1  | 190,84 |
| 3    | Kao Miura        | 278,67      | 2  | 99,54 | 3  | 179,13 |
| 4    | Nika Egadze      | 261,71      | 3  | 93,89 | 4  | 167,82 |
| 5    | Deniss Vasiļjevs | 251,47      | 5  | 85,10 | 5  | 166,37 |
| 6    | Koshiro Shimada  | 219,68      | 6  | 81,88 | 10 | 137,80 |
| 7    | Maxim Naumov     | 216,38      | 8  | 73,11 | 7  | 143,27 |
| 8    | Nozomu Yoshioka  | 215,92      | 7  | 80,79 | 11 | 135,13 |
| 9    | Wesley Chiu      | 206,94      | 10 | 66,86 | 9  | 140,08 |
| 10   | Lucas Broussard  | 206,57      | 11 | 65,31 | 8  | 141,26 |
| 11   | François Pitot   | 202,96      | 12 | 56,16 | 6  | 146,80 |
| 12   | Donovan Carrillo | 195,80      | 9  | 67,48 | 12 | 128,32 |

### Solistki
| Poz. | Zawodniczka      | Nota łączna | SP | SP    | FS | FS     |
| ---- | ---------------- | ----------- | -- | ----- | -- | ------ |
| 1    | Wakaba Higuchi   | 196,93      | 4  | 66,12 | 1  | 130,81 |
| 2    | Rinka Watanabe   | 185,22      | 3  | 66,54 | 3  | 128,68 |
| 3    | Isabeau Levito   | 194,83      | 1  | 68,43 | 5  | 126,40 |
| 4    | Nina Pinzarrone  | 193,61      | 5  | 62,85 | 2  | 130,76 |
| 5    | Bradie Tennell   | 192,04      | 2  | 66,99 | 6  | 125,05 |
| 6    | Elyce Lin-Gracey | 183,94      | 7  | 60,22 | 7  | 123,72 |
| 7    | Yuna Aoki        | 183,03      | 10 | 56,51 | 4  | 126,52 |
| 8    | Livia Kaiser     | 177,67      | 8  | 58,72 | 8  | 118,95 |
| 9    | Olha Mikutina    | 166,77      | 9  | 56,81 | 9  | 109,96 |
| 10   | Kim Min-chae     | 165,57      | 6  | 60,66 | 11 | 104,91 |
| 11   | Léa Serna        | 151,87      | 12 | 42,85 | 10 | 109,02 |
| 12   | Sofja Stepčenko  | 137,92      | 11 | 44,56 | 12 | 93,36  |

### Pary sportowe
| Poz. | Zawodnicy                               | Nota łączna | SP | SP    | FS | FS     |
| ---- | --------------------------------------- | ----------- | -- | ----- | -- | ------ |
| 1    | Riku Miura / Ryuichi Kihara             | 214,23      | 1  | 77,79 | 1  | 136,44 |
| 2    | Ellie Kam / Daniel O'Shea               | 201,73      | 2  | 70,66 | 2  | 131,07 |
| 3    | Alisa Efimova / Misha Mitrofanov        | 191,51      | 5  | 63,05 | 3  | 128,46 |
| 4    | Anastasija Mietiołkina / Łuka Bieruława | 191,43      | 3  | 68,64 | 4  | 122,79 |
| 5    | Marija Pawłowa / Aleksiej Swiatczenko   | 184,01      | 4  | 65,11 | 5  | 118,90 |
| 6    | Anastasia Vaipan-Law / Luke Digby       | 180,13      | 6  | 61,31 | 6  | 118,82 |
| 7    | Katie McBeath / Daniil Parkman          | 168,08      | 8  | 56,69 | 7  | 111,39 |
| 8    | Milania Väänänen / Filippo Clerici      | 156,55      | 7  | 60,23 | 8  | 96,32  |

### Pary taneczne
| Poz. | Zawodnicy                             | Nota łączna | RD | RD    | FD | FD     |
| ---- | ------------------------------------- | ----------- | -- | ----- | -- | ------ |
| 1    | Lilah Fear / Lewis Gibson             | 206,38      | 1  | 83,56 | 2  | 122,82 |
| 2    | Madison Chock / Evan Bates            | 205,63      | 2  | 77,88 | 1  | 127,75 |
| 3    | Olivia Smart / Tim Dieck              | 189,44      | 5  | 70,99 | 3  | 118,45 |
| 4    | Diana Davis / Gleb Smołkin            | 187,05      | 3  | 73,16 | 4  | 113,89 |
| 5    | Leah Neset / Artiom Markiełow         | 179,38      | 8  | 69,68 | 5  | 109,70 |
| 6    | Kateřina Mrázková / Daniel Mrázek     | 179,34      | 7  | 70,09 | 6  | 109,25 |
| 7    | Marie-Jade Lauriault / Romain Le Gac  | 174,91      | 6  | 70,38 | 7  | 104,53 |
| 8    | Elizabeth Tkachenko / Alexei Kiliakov | 166,94      | 10 | 65,13 | 8  | 101,81 |
| 9    | Annabelle Morozov / Jeffrey Chen      | 166,73      | 9  | 66,57 | 9  | 100,16 |
| 10   | Alicia Fabbri / Paul Ayer             | 165,96      | 4  | 71,75 | 10 | 94,21  |